# Cliothosa aurivillii
Cliothosa aurivillii är en svampdjursart som först beskrevs av Lindgren 1897.  Cliothosa aurivillii ingår i släktet Cliothosa och familjen borrsvampar. Inga underarter finns listade i Catalogue of Life.